# Pesthaus
Ein Pesthaus diente zur Zeit von Pestepidemien zur Versorgung von Pestkranken. Da die Seuche in der Hauptzeit dieser Krankheitswellen, im Spätmittelalter und in der Frühen Neuzeit, als unheilbar galt und deshalb allenfalls eine Linderung Folge der medizinischen Versorgung war, waren Pesthäuser vor allem auch zur Isolierung der Erkrankten von der gesunden Bevölkerung gedacht. Zu diesem Zweck wurden Pesthäuser ähnlich wie Leprosorien meist außerhalb oder am Rand einer Stadt errichtet. Ein anderer Typus des Pesthauses sollte der Prävention, im Sinne einer Quarantänefrist, dienen. Man brachte Personen, in deren näherem Umfeld die Pest aufgetreten war, in das Pesthaus, welches sie erst verlassen durften, wenn sie sich als nicht infiziert herausstellten. Ein Beispiel hierfür ist das Lindauer Rainhaus.
Obwohl im Europa des Mittelalters relativ häufig, wenn auch nicht so verbreitet wie Leprosorien, haben sich nur wenige in ihrer ursprünglichen Gestalt bis in die heutige Zeit erhalten. Aus vielen Pesthäusern gingen jedoch Irren- und Krankenanstalten hervor. Zu den bekanntesten Beispielen dafür zählen die Berliner Charité, 1710 als Pesthaus gegründet, und das Pariser Hôpital Saint-Louis, welches von seiner Eröffnung 1612 an bis 1772 als Pestkrankenhaus diente.
Als erstes Pesthaus auf deutschem Boden gilt das Sebastian-Spital in Nürnberg, eine Stiftung des Bürgermeisters Conrad Toppler im Jahr 1480. Zuvor hatte man außerhalb Deutschlands mit der Errichtung von Quarantänestationen begonnen, hier ist die Einrichtung einer Unterbringungsstätte für Pestkranke auf der Insel Santa Maria di Nazaretto in der Lagune von Venedig im Jahr 1403 zu nennen.
Der Begriff schließt sowohl eigens für den Umgang mit Pestkranken erbaute Gebäude als auch umgenutzte Hospitäler, Siechenhäuser und Ähnliches ein.

## Bekannte Pesthäuser
- Pesthaus (Paderborn)
- Pesthof (Hamburg)